# Microsema timandrata
Microsema timandrata là một loài bướm đêm trong họ Geometridae.